# Innisbrook Women's Open 2013
L'Innisbrook Women's Open 2013 è stato un torneo femminile di tennis giocato sulla terra verde. È stata la 1ª edizione del torneo dell'Innisbrook Women's Open, che fa parte della categoria ITF 25 K nell'ambito dell'ITF Women's Circuit 2013. Il torneo si è giocato all'Innisbrook Golf Resort and Spa di Innisbrook, dal 18 al 24 marzo 2013.

## Campionesse

### Singolare
Julia Glushko ha battuto in finale  Patricia Mayr-Achleitner con il punteggio di 2–6, 6–0, 6–4.

### Doppio
Ashleigh Barty /  Alizé Lim hanno battuto in finale  Paula Cristina Gonçalves /  María Irigoyen con il punteggio di 6–1, 6–3.